# Eclipse (álbum de Veil of Maya)
Eclipse es el cuarto álbum de estudio de la banda estadounidense de metalcore Veil of Maya. Fue lanzado el 28 de febrero de 2012 y es el álbum más corto de la banda hasta la fecha, con solo 28 minutos. Eclipse fue coescrito y producido por Misha "Bulb" Mansoor, guitarrista de la banda de metal Periphery, con sede en Maryland. Es el primer disco de la banda que presenta al bajista Danny Hauser y el último con el vocalista Brandon Butler.